# 1939 год в спорте
Список 1939 год в спорте описывает спортивные события, произошедшие в 1939 году. Из-за начавшейся Второй мировой войны некоторые соревнования отменены или изменены сроки их проведения.

## СССР
- Чемпионат СССР по боксу 1939
- Чемпионат СССР по классической борьбе 1939
- Чемпионат СССР по самбо 1939
- Чемпионат СССР по шахматам 1939
- Чемпионат СССР по баскетболу среди женщин 1939
- Чемпионат СССР по баскетболу среди мужчин 1939
- Чемпионат СССР по волейболу среди женщин 1939
- Чемпионат СССР по волейболу среди мужчин 1939

### Футбол
- Чемпионат СССР по футболу 1939;
- Созданы клубы:
  - «Адмиралтеец» (Ленинград);
  - «Шахтёр» (Свердловск);
- Расформирован клуб «Зенит» (Ленинград)

## Международные события
- Чемпионат Европы по баскетболу 1939;
- Чемпионат Европы по фигурному катанию 1939;
- Чемпионат мира по лыжным видам спорта 1939;
- Чемпионат мира по фигурному катанию 1939;
- Чемпионат мира по хоккею с шайбой 1939;

### Шахматы
- Турнир за звание чемпионки мира по шахматам 1939
- Шахматная олимпиада 1939

## Персоналии

### Родились
- 10 марта — Ирина Натановна Пресс, советская легкоатлетка, двукратная олимпийская чемпионка, рекордсменка мира († 2004).
- 21 марта — Вартанов, Григорий Мартиросович, мастер спорта СССР по боксу, судья международной категории, Заслуженный тренер РСФСР.
- 3 апреля — Виталий Семёнович Давыдов, советский хоккеист, защитник.
- 20 июля — Кодзоев, Ибрагим Абибулатович, Заслуженный тренер СССР по тяжёлой атлетике, судья международной категории.